# L'Aiguillon-sur-Vie
Pour les articles homonymes, voir Aiguillon.
L'Aiguillon-sur-Vie (L'Aguellun-su-Vie en poitevin) est une commune du Centre-Ouest de la France, située dans le département de la Vendée en région Pays de la Loire.
Ses habitants sont les Aiguillonnais.

## Géographie
Le territoire municipal de L'Aiguillon-sur-Vie s'étend sur 2 319 hectares. L'altitude moyenne de la commune est de 26 mètres, avec des niveaux fluctuant entre 2 et 49 mètres,.
| Givrand              | Saint-Révérend      | Coex                |
|                      | L'Aiguillon-sur-Vie | La Chapelle-Hermier |
| Brétignolles-sur-Mer | La Chaize-Giraud    | Landevieille        |

### Climat
Pour des articles plus généraux, voir Climat des Pays de la Loire et Climat de la Vendée.
En 2010, le climat de la commune est de type climat océanique franc, selon une étude du CNRS s'appuyant sur une série de données couvrant la période 1971-2000. En 2020, Météo-France publie une typologie des climats de la France métropolitaine dans laquelle la commune est exposée à un climat océanique et est dans la région climatique  Bretagne orientale et méridionale, Pays nantais, Vendée, caractérisée par une faible pluviométrie en été et une bonne insolation.
Pour la période 1971-2000, la température annuelle moyenne est de 12,5 °C, avec une amplitude thermique annuelle de 13,1 °C. Le cumul annuel moyen de précipitations est de 817 mm, avec 12,2 jours de précipitations en janvier et 6,2 jours en juillet. Pour la période 1991-2020, la température moyenne annuelle observée sur la station météorologique de Météo-France la plus proche, « La Mothe Achard », sur la commune des Achards à 14 km à vol d'oiseau, est de 12,8 °C et le cumul annuel moyen de précipitations est de 959,1 mm,. Pour l'avenir, les paramètres climatiques de la commune estimés pour 2050 selon différents scénarios d'émission de gaz à effet de serre sont consultables sur un site dédié publié par Météo-France en novembre 2022.

## Urbanisme

### Typologie
Au 1er janvier 2024, L'Aiguillon-sur-Vie est catégorisée bourg rural, selon la nouvelle grille communale de densité à sept niveaux définie par l'Insee en 2022.
Elle est située hors unité urbaine. Par ailleurs la commune fait partie de l'aire d'attraction de Saint-Hilaire-de-Riez, dont elle est une commune de la couronne,. Cette aire, qui regroupe 13 communes, est catégorisée dans les aires de moins de 50 000 habitants,.

### Occupation des sols
L'occupation des sols de la commune, telle qu'elle ressort de la base de données européenne d’occupation biophysique des sols Corine Land Cover (CLC), est marquée par l'importance des territoires agricoles (90 % en 2018), en diminution par rapport à 1990 (93,6 %). La répartition détaillée en 2018 est la suivante : 
terres arables (64,8 %), prairies (17 %), zones agricoles hétérogènes (8,2 %), zones urbanisées (6,4 %), espaces verts artificialisés, non agricoles (3,1 %), eaux continentales (0,3 %), forêts (0,1 %). L'évolution de l’occupation des sols de la commune et de ses infrastructures peut être observée sur les différentes représentations cartographiques du territoire : la carte de Cassini (XVIIIe siècle), la carte d'état-major (1820-1866) et les cartes ou photos aériennes de l'IGN pour la période actuelle (1950 à aujourd'hui).

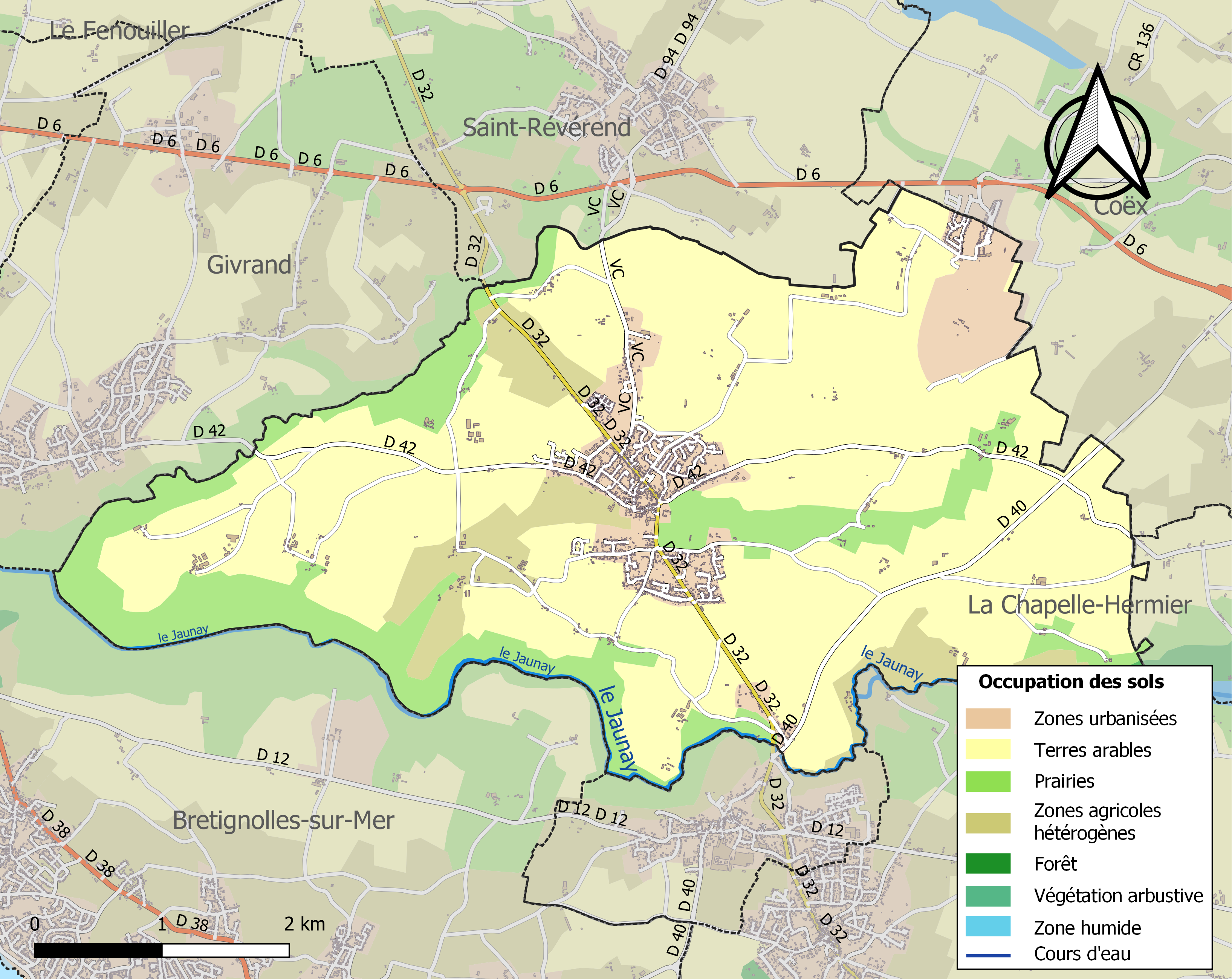
Carte des infrastructures et de l'occupation des sols de la commune en 2018 (CLC).

## Histoire

### Découvertes préhistoriques
En 1901, le Dr Baudouin découvrit au hameau de la Brélaudière un bloc de six tonnes identifié comme un polissoir qui fut déplacé et est actuellement conservé dans les collections du Musée des Antiquités Nationales. Des découvertes de haches à bouton, de haches polies et de silex ont été signalées dans plusieurs hameaux de la commune (la Roche-Blanchet, la Charlière, la Boissonnière, la Louisière, les Moulières, la Brosse, la Siffloire).

## Politique et administration

### Liste des maires
| Période                                  | Période                   | Identité                 | Étiquette | Qualité |
| ---------------------------------------- | ------------------------- | ------------------------ | --------- | --- |
| Les données manquantes sont à compléter. |                           |                          |           | |
| 1894                                     | 1900                      | Baptistin Puget          |           | |
| 1900                                     | 1904                      | Jean Baptiste Paul Puget |           | |
| 1904                                     | 1908                      | Baptistin Puget          |           | |
| 1908                                     | 1919                      | Fernand Cochard          |           | |
| 1919                                     | 1925                      | Baptistin Puget          |           | |
| 1925                                     | mai 1929                  | Jean Baptiste Puget      |           | |
| mai 1929                                 | juin 1934 (décès)         | Étienne Mornet           |           | |
| 1934                                     | novembre 1936 (décès)     | Jean Jacques Aimé Penaud |           | |
| janvier 1937                             | 17 avril 1945             | Athanase Boisliveau      |           | Résistant Libération-Nord Chevalier de la Légion d'honneur, Croix de guerre avec palme Mort en déportation, assassiné |
| Les données manquantes sont à compléter. |                           |                          |           | |
| 29 octobre 1947                          | 1er novembre 1956 (décès) | Emmanuel Cochard         |           | |
| 22 décembre 1956                         | 27 mars 1965              | Marcel Chaigne           |           | |
| 27 mars 1965                             | 1er mai 1970 (décès)      | Clément Gaillard         |           | Constructeur métallique Chevalier du Mérite agricole                                                                  |
| juin 1970                                | mars 1971                 | Félicien Arnaud          |           | Agriculteur Premier adjoint au maire (1956 → 1970)                                                                    |
| mars 1971                                | 27 mars 1989              | Paule Mornet             |           | |
| 27 mars 1989                             | 14 mars 2008              | Jean-Claude Penaud       | DVD       | Artisan machines agricoles                                                                                            |
| 14 mars 2008                             | 23 mai 2020               | Loïc Naulet,             | DVD       | Prothésiste dentaire retraité, ancien adjoint au maire                                                                |
| 23 mai 2020                              | En cours                  | André Coquelin           |           | Ingénieur retraité, ancien premier adjoint                                                                            |

### Instances administratives
Administrativement, L’Aiguillon-sur-Vie dépend de l'arrondissement des Sables-d'Olonne et du canton de Saint-Hilaire-de-Riez.
Au début de la Révolution, la commune appartient au canton de Landevieille, dans le district des Sables-d'Olonne. De 1801 à 1974 et de 1984 à 2015, la commune se situe dans l'arrondissement des Sables-d’Olonne et dans le canton de Saint-Gilles-sur-Vie (1801-1966), devenu canton de Saint-Gilles-Croix-de-Vie (1966-2015).
L’Aiguillon-sur-Vie est l'une des neuf communes fondatrices de la communauté de communes Atlancia-des-Vals-de-la-Vie-et-du-Jaunay, structure intercommunale ayant existé entre le 1er janvier 1993 et le 31 décembre 2009. Depuis le 1er janvier 2010, la commune est membre du Pays de Saint-Gilles-Croix-de-Vie Agglomération.

## Population et société

### Démographie

#### Évolution démographique
L'évolution du nombre d'habitants est connue à travers les recensements de la population effectués dans la commune depuis 1793. Pour les communes de moins de 10 000 habitants, une enquête de recensement portant sur toute la population est réalisée tous les cinq ans, les populations de référence des années intermédiaires étant quant à elles estimées par interpolation ou extrapolation. Pour la commune, le premier recensement exhaustif entrant dans le cadre du nouveau dispositif a été réalisé en 2007.

En 2022, la commune comptait 2 207 habitants, en évolution de +13,7 % par rapport à 2016 (Vendée : +5,33 %, France hors Mayotte : +2,11 %).
| 1793 | 1800 | 1806 | 1821 | 1831 | 1836 | 1841 | 1846 | 1851 |
| ---- | ---- | ---- | ---- | ---- | ---- | ---- | ---- | ---- |
| 975  | 859  | 518  | 534  | 524  | 613  | 632  | 642  | 703  |

| 1856 | 1861 | 1866 | 1872 | 1876 | 1881 | 1886 | 1891 | 1896 |
| ---- | ---- | ---- | ---- | ---- | ---- | ---- | ---- | ---- |
| 698  | 714  | 774  | 805  | 794  | 799  | 838  | 836  | 883  |

| 1901 | 1906  | 1911  | 1921 | 1926 | 1931 | 1936 | 1946 | 1954 |
| ---- | ----- | ----- | ---- | ---- | ---- | ---- | ---- | ---- |
| 963  | 1 014 | 1 048 | 963  | 971  | 937  | 986  | 941  | 925  |

| 1962  | 1968 | 1975  | 1982  | 1990 | 1999  | 2006  | 2007  | 2012  |
| ----- | ---- | ----- | ----- | ---- | ----- | ----- | ----- | ----- |
| 1 025 | 975  | 1 394 | 1 483 | 993  | 1 109 | 1 521 | 1 580 | 1 821 |

| 2017  | 2022  | - | - | - | - | - | - | - |
| ----- | ----- | - | - | - | - | - | - | - |
| 1 965 | 2 207 | - | - | - | - | - | - | - |

#### Pyramide des âges
En 2018, le taux de personnes d'un âge inférieur à 30 ans s'élève à 28,5 %, soit en dessous de la moyenne départementale (31,6 %). À l'inverse, le taux de personnes d'âge supérieur à 60 ans est de 33,6 % la même année, alors qu'il est de 31,0 % au niveau départemental.
En 2018, la commune comptait 970 hommes pour 1 017 femmes, soit un taux de 51,18 % de femmes, légèrement supérieur au taux départemental (51,16 %).
Les pyramides des âges de la commune et du département s'établissent comme suit.
| Hommes | Classe d’âge | Femmes |
| ------ | ------------ | ------ |
| 0,8    | 90 ou +      | 2,0    |
| 10,5   | 75-89 ans    | 12,2   |
| 20,2   | 60-74 ans    | 21,3   |
| 19,3   | 45-59 ans    | 17,3   |
| 20,1   | 30-44 ans    | 19,4   |
| 12,1   | 15-29 ans    | 9,6    |
| 16,9   | 0-14 ans     | 18,3   |

| Hommes | Classe d’âge | Femmes |
| ------ | ------------ | ------ |
| 0,8    | 90 ou +      | 2,2    |
| 8,7    | 75-89 ans    | 11,1   |
| 20,3   | 60-74 ans    | 21,3   |
| 20     | 45-59 ans    | 19,4   |
| 17,5   | 30-44 ans    | 16,8   |
| 15     | 15-29 ans    | 13,2   |
| 17,7   | 0-14 ans     | 16,1   |

## Festivités
- La foire aux pinceaux, qui se déroule le deuxième dimanche d'août et réunit de nombreux peintres.

## Lieux et monuments
- L'église Notre-Dame datant de 1888 (néo-gothique) et ses vitraux du XIXe siècle ;
- Le lavoir ;
- Les statues de sainte Hélène et saint Marc ;
- La fontaine communale ;
- Le travail des bœufs, place de la Forge.

## Pour approfondir